# 午後のまりやーじゅ
『午後のまりやーじゅ』（ごごのまりやーじゅ）は、NHKラジオ第1とNHKワールド・ラジオ日本で2013年4月1日から2016年3月17日まで生放送されていた平日午後のワイド番組である。通称『午後まり』。山田まりやの冠番組。

## 番組概要
従来の『ふるさとラジオ』、『歌の散歩道』、『つながるラジオ』の放送枠を統合し、午後の大型生ワイド番組になった。この午後の時間帯が生放送化することによって、ラジオ第1の平日日中の全番組が生放送となり、「安心ラジオ」としての機能を一層強化することになり、災害などが発生した場合は機動的編成を行い、安心・安全情報を伝える。
コンセプトは「とにかく、肩がこらず、明日に向かって元気になれる」番組。山田の出産後初のレギュラー番組でもある。
タイトルの由来は、フランス語で組み合わせや結婚という意味を持つ「マリアージュ」と山田まりやの名前を組み合わせ、それに加えて、リスナーと番組、それにゲストとの出会いや意外な組み合わせから、「新しくて楽しい何かが生まれること」を期待した番組名になっている。
内容としては、車を運転したり、家で仕事や家事をする40代・50代のミドルエイジ層に向けて、月曜日から木曜日は一つのテーマを設定し、関心の高い「アンチエイジング」や「趣味」、それに、「旅」「食」など、ゲストを迎えてトークをするコーナーや、若者が今、話題にしているアイドルから懐かしのスターの “今”を、音楽をかけながら紹介していくコーナーを設け、また、金曜は懐かしの曲のリクエストに応えるコーナー「近田春夫の歌謡曲って何だ?」を『つながるラジオ』から続投、さらに「赤坂泰彦のこれがポップスだ!」を新たに設ける。仕事をしながら気軽に耳を傾けることのできる肩の凝らないトーク番組を目指す。
山田は「ご承知のとおり、しゃべるのが大好き。4時間の番組なんですが、ノンストップで駆け抜けられて、楽しい時間にしたい」と意気込みを語り、道谷も「愛称としては『午後まり』と親しまれるまで頑張りたい」と抱負を述べた。
関東地区における聴取率は、TBSラジオ『たまむすび』や文化放送『大竹まこと ゴールデンラジオ!』よりは低い。
番組ジングルには、クイーンの楽曲RADIO GA GAのサビ部分に山田まりやによって「午後まり」とアナウンスした音声を重ねたものが使われている。
2016年3月で終了することが発表され、当初は終了日を選抜高等学校野球大会開幕前にあたる3月18日を予定していたが、3月18日に国会中継（第190回国会・参議院予算委員会・平成28年度予算審議）が組まれたため、その前日の3月17日に終了した。後番組には同様に日替わりパーソナリティーを起用した生ワイド番組『ごごラジ!』が放送される。

## 放送時間
- 月曜日 - 金曜日 13:05 - 16:54（NHKワールド・ラジオ日本は13:00 - 13:15に国際放送独自編成のニュースと海外安全情報を放送するため、13:15からの飛び乗りとなる[10]）
  - 2013年度までは16:55までだったが、2014年度から『安心ラジオ』を16:54 - 16:55に放送するため、1分短縮になった。
  - 番組開始直前の「1時（13時）のNHKニュース」の終了時間が定刻より前後する場合があるため、必ずしも13:05丁度に開始するとは限らない。
  - 大相撲・高校野球・国会の中継放送により、放送時間短縮または休止の場合あり。特に、高校野球会期中は放送を原則として休止とし、雨天中止、あるいはあらかじめ試合数が少なく、早めに試合が終わった場合に限り、過去のインタビューなどのセレクションを行う。
  - 第1回は「第85回記念選抜高等学校野球大会」準々決勝中継のため、16:00から放送する予定だったが、中継の放送時間が延長したため、16:10からの放送となった。
  - 関西地方では16:05から『関西ラジオワイド』を放送するため、15:55で飛び降り（祝日を除く）だが「NHKネットラジオ らじる★らじる」では仙台・東京・名古屋を選択することで16時台も聴取できる。また短波放送でNHKワールド・ラジオ日本が聴取できる場合はそこでも聞くことが可能である（同時間帯においては、ロシア・および極東アジア地域向けの放送が日本でも聴取可能である[11]）。

## 出演者
メインパーソナリティ
- 山田まりや

サブパーソナリティ（NHKアナウンサー）
- 道谷眞平（月 - 木曜）
- 神門光太朗（金曜 2015年度）（名古屋放送局から異動）

曜日別パーソナリティ（2015年度）
- 月曜：山口香
- 火曜：杜けあき
- 水曜：風見しんご[注 1]
- 木曜：井川修司（イワイガワ）
- 金曜：赤坂泰彦（13・14時台）・近田春夫（15・16時台）（2013年4月12日 - [注 2]、2013 - 2014年度から続投）[注 3]

イワイガワ・井川と村上由利子の星の数だけモノもうす（毎月最終（木）15：30全国ニュースのすぐあと パーソナリティコーナー）
- 村上由利子

そろそろ中継（16：00全国ニュースのあと）
- 神門光太朗
- 村上由利子

### 過去
- 中倉隆道（月 - 木曜中継レポーター、金曜サブパーソナリティ 2013 - 2014年度。現・フリーアナウンサー） [12]

曜日別パーソナリティ（2013 - 2014年度）
- 月曜：なぎら健壱（2013年4月1日 - 2015年3月9日[注 4]）→現在は祝日に放送される『ラジオなぞかけ問答 こころ寿司』と『フォーク大集会』のメインパーソナリティを務める。
- 火曜：黒崎政男（2013年4月16日 - 2015年3月10日[注 5]）
- 水曜：松村邦洋（2013年4月3日 - 2015年3月18日）→『DJ日本史』（隔週月曜 21:05 - 21:55）にも出演しているが、収録自体は「ごごまり」放送後に行われていた。
- 木曜：ブルボンヌ（2013年4月4日 - 2015年3月19日）

曜日別パーソナリティ変遷
| 期間    | 期間    | メインパーソナリティ | サブパーソナリティ | サブパーソナリティ | 曜日パーソナリティ | 曜日パーソナリティ | 曜日パーソナリティ | 曜日パーソナリティ | 曜日パーソナリティ |
| 期間    | 期間    | メインパーソナリティ | 月〜木担当         | 金曜日担当         | 月曜日担当         | 火曜日担当         | 水曜日担当         | 木曜日担当         | 金曜日担当         |
| ------- | ------- | -------------------- | ------------------ | ------------------ | ------------------ | ------------------ | ------------------ | ------------------ | ------------------ |
| 2013.04 | 2014.03 | 山田まりや           | 道谷眞平           | 中倉隆道           | なぎら健壱         | 黒崎政男           | 松村邦洋           | ブルボンヌ         | 赤坂泰彦 近田春夫  |
| 2014.04 | 2015.03 | 山田まりや           | 道谷眞平           | 中倉隆道           | なぎら健壱         | 黒崎政男           | 松村邦洋           | ブルボンヌ         | 赤坂泰彦 近田春夫  |
| 2015.04 | 2016.03 | 山田まりや           | 道谷眞平           | 神門光太朗         | 山口香             | 杜けあき           | 風見しんご         | 井川修司           | 赤坂泰彦 近田春夫  |

## タイムテーブル
生放送であるため、毎時00分と30分のニュースを除き、必ずしもその時間のちょうどから始まるとは限らない。

### 月曜 - 木曜
- 13時5分：オープニング・トーク - パーソナリティの近況や話題、この日のニュースなど
- 13時28分頃：交通情報（一部地域）
- 13時31分頃：列島リレーニュース（祝日は休止、ゲストトークなどを放送）
- 13時42分頃：ごごまり 10min.（ミニッツ）
- 13時55分：各地のニュース・気象情報
- 14時：ニュース
- 14時5分：ゲストトーク
- 14時28分：交通情報
- 14時30分：ニュース
- 14時33分頃：ゲストトーク
- 14時55分：各地のニュース・気象情報
- 15時：ニュース・気象情報
- 15時10分：お便り紹介
- 15時28分：交通情報
- 15時30分：ニュース
- 15時33分頃：曜日別コーナー（関西地区は曜日別コーナー終了後飛び降り）
  - 月曜：山口香のリアルボイス〜やわらかな道ひとすじに
  - 火曜：杜けあきの愛あればこそ、言葉あればこそ（愛言葉）
  - 水曜：風見しんごのどこまでしゃべるの!
  - 木曜：イワイガワ・井川の星の数だけモノもうす!
    - 木曜（毎月最終木曜日）：イワイガワ・井川と村上由利子の星の数だけモノもうす!
- 15時55分：各地のニュース・気象情報
- 16時：ニュース
- 16時5分：そろそろ中継 「由利子のゆり道」（コーナー休止の場合は、この時間からオレソングを放送・関西地区は別番組を放送）
- 16時15分：夕方音楽 ユーガッタミュージック（エンディングまで、2013 - 2014年度は「オレソング」として放送）
  - 月1回、水曜は「ごごまりスタジアム」（ゲスト：ヨシノビズム）、木曜は「アイドル情報局」（ゲスト：南波一海、2015年度から）を放送。
- 16時28分：交通情報
- 16時30分：ニュース
- エンディング
- 16時52分：ユアソング

### 金曜
- 13時台・14時台：DJ赤坂泰彦のこれがポップスだ
- 15時台・16時台：ロックンローラー近田春夫の歌謡曲って何だ?

なお、ニュース・気象情報と列島リレーニュースの時間は平日と同じだが関西地区は15時台をもって飛び降り（16時台は別番組を放送）。不定期に一度金曜パーソナリティ合同の電リク企画を実施する場合あり。

## 過去に放送されたコーナー
- 曜日別コーナー（15:33頃）
  - 月曜 - なぎら健壱の我楽苦多（がらくた）道楽
  - 火曜 - クロサキマサオはテツガクの夢を見たか
  - 水曜 - 松村邦洋の脳内アーカイブス
  - 木曜 - ブルボンヌ!♂（男）と♀（女）のお悩み相談室（2013年度）→ブルボンヌママのお悩み相談カフェ（2014年度）

## 特別篇
2013年9月16日放送は、敬老の日の特別編成と、東日本大震災2年半に関連した特別番組として、「午後まりDa!Da!!スペシャル」をNHK福島放送局から公開生放送で行った。この回は通常の金曜日の内容をそのまま福島放送局で再現するもので、山田、赤坂、近田、中倉の4氏が出演した。
同12月30日は午前の番組「すっぴん!」との合同9時間特番「すっぴん!&午後のまりあーじゅ夢のコラボ9時間スペシャル」（8:00 - 16:55 中断有）を実施。「午後まり」「すっぴん!」のパーソナリティー陣が総出場する。
あくる12月31日は特別編成のため14:05頃 - 16:55の放送となるが「教授の大みそか〜蓄音機／SPレコード特集〜」をテーマにした特別放送を、梅田英喜をゲストに迎えて行う。2014年4月29日にも同様の特集「教授の休日」が祝日編成（放送時間は15:55まで）で行われた。
2014年5月5日は通常版は休止だが、特別版として「ラジオなぞかけ問答・こころ寿司」を放送（進行：なぎら、アシスタント：三輪秀香、ゲスト：ねづっち、七瀬なつみ、寺嶋由芙）
2014年11月3日、「午後まりDa!Da!!スペシャル」の第2弾を岩手県大船渡市・三陸鉄道盛駅のイベント会場から公開生中継を行った。この回は2013年の福島からの同種のスペシャル同様、金曜日の内容をそのまま再現したもの。なおこのイベントの一部は11月25日のレギュラー放送の中でも一部抜粋・再構成して放送した。
2014年12月29日から12月30日は12:30-16:55の拡大放送とし、29日はなぎらをメインとした「なぎら健壱の年忘れ好奇心」、30日は「教授の年末蓄音機・SPレコード特集」（ゲスト・梅田）を放送。12月31日は14:05頃からの3時間スペシャルで、「10ミニッツファミリー全員集合」と題し、「ごごまり10ミニッツ」の総集編を生放送した。
2015年3月19日・3月20日は『NHK90時間ラジオ〜もっと届け、大切なこと〜』の特別番組内の企画として「放送90年午後のまりやーじゅスペシャル」を2日間連続でNHKスタジオパークオープンスタジオのラジオブースから生放送する（ブース内の見学は事前申込制）初日はラジオの特性である言葉を伝えることについて、永六輔、湯川れい子を初めとする有識者やパーソナリティーのインタビューや鼎談で探る「伝わってる?私の思い〜コトバのチカラが人をつなぐ〜」、2日目は「午後まりDa!Da!!スペシャル」3回目の公開生放送を実施する。なお20日の放送は「国会中継（第189回国会・参議院予算委員会・平成27年度予算審議）」が編成されたため、急きょ全編を通してFM放送に迂回して放送されることになった。またこの20日が中倉、および2013・14年度の日替わりパーソナリティーの卒業放送となった。
2015年5月4日は通常放送は休止したが、15:05頃-16:55に「なぎら健壱のフォーク大集会」（メインをなぎらと道谷、ゲストMCに辻香織を迎える）と題したフォークソングの特集番組を放送。なぎらは2014年度で当番組日替わりパーソナリティーを卒業後、初めての出演だった（7月20日に第2回放送、以後祝日を中心に随時放送）。5月5日は通常の放送時間帯で、「午後まりin仙台」と題し、この年から火曜日日替わりパーソナリティーとなった杜の出身地の地元であるNHK仙台放送局ロビーからの公開生放送で、火曜日の放送に準じた編成で放送された。
2015年12月22日と12月23日は本来のパートナーの担当曜日を入れ替えて、22日は本来水曜日担当の風見が出演し、水曜日の内容に準じた物で、23日は杜を初めとする火曜日のレギュラー陣に、ゲストにあんべ光俊（シンガーソングライター）、桜庭吉彦（釜石シーウェイブス）、吉田哲（三陸鉄道）、ゲストアシスタントにNHK盛岡放送局契約アナウンサーの渡邉真佑子を交えた「クリスマススペシャルin釜石」を釜石市のシープラザ釜石特設サテライトスタジオをキーステーションに公開生放送した。
2015年12月28日は「ひとあし早いけど女正月」をテーマに、山口と杜をメインパーソナリティー、また下重曉子（元NHKアナウンサー出身の随筆家）をゲストに招いて放送した。途中15時台に、日本と韓国の外相会談による慰安婦問題合意の臨時ニュースがあり、15時台後半約40分中断となった。12月30日は前半2時間は「フォーク大集会」、後半2時間は木曜日担当の井川と村上の担当で「年忘れ男祭り 2015年にモノ申す」を放送。12月31日は14時05分ごろから大みそか恒例の「教授の大晦日・蓄音機&SPレコード特集」として、黒崎、梅田、道谷の3人が担当する。